# Quiberon

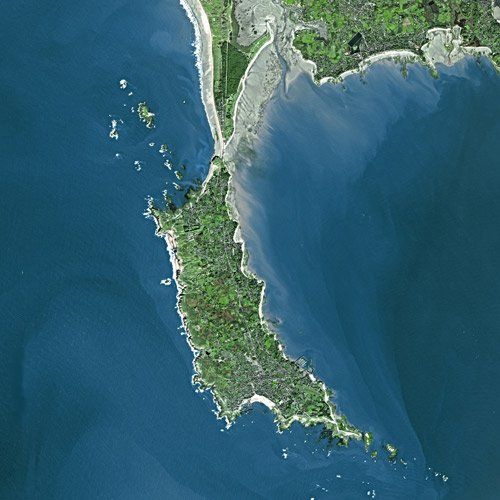
La penisola di Quiberon

Quiberon (in bretone Kiberen) è un comune francese di 5.175 abitanti situato nella parte sud della penisola Quiberon, nel dipartimento del Morbihan nella regione della Bretagna.

## La penisola
Quiberon è anche il nome della penisola nella quale è situato l'omonimo comune.
Si trova sulla costa bretone a circa 14 km dall'isola di Belle Île.
Nel giugno del 1795 sulla penisola sbarcarono 5.400 lealisti della monarchia francese provenienti dall'Inghilterra intenzionati a restaurare la monarchia. Essi trovarono l'appoggio di 12.000 chouan del Morbihan ma non riuscendo ad accordarsi su una strategia comune da adottare vennero in breve sconfitti dalle truppe repubblicane comandate dal generale Lazare Hoche.

## Società

### Evoluzione demografica
Abitanti censiti

## Amministrazione

### Gemellaggi
- Josselin
- Le Grand-Bornand, dal 1997
- Kempten, dal 1972
- Looe